# Додонова, Агриппина Александровна
Агриппина Александровна Додонова (1921—2009) — участник Великой Отечественной войны, директор Ивановского областного историко-краеведческого музея, Заслуженный работник культуры РСФСР, почётный гражданин города Иваново.

## Биография
Агриппина Александровна родилась в рабочей семье кузнеца и ткачихи.
В 1939 году, после окончания с отличием средней школы № 5 в Лежневе, она стала учителем немецкого языка в школе № 6.
В 1942 году добровольно отправилась служить на фронт и до конца Великой Отечественной войны была бойцом зенитной батареи дивизии Особой Московской армии ПВО.
После войны, в 1952 году окончила исторический факультет Московского областного педагогического института и стала преподавать историю в средней школе, а после — в педагогическом училище города Моздок, Северо-Осетинской АССР. 
В 1957 году после демобилизации мужа из армии переехала в город Иваново, где начала усердно работать в сфере культуры:
- 1958 год — научный сотрудник, экскурсовод[4] Ивановского областного краеведческого музея;
- 1959 год — заместитель директора по научной части;
- 1962 год — директор музея;
- 1977 год — генеральный директор Ивановского государственного объединённого историко-революционного музея, в составе которого были 14 музеев города Иваново и Ивановской области;
- 1978 год — принимала участие в создании дома-музея Бориса Ивановича Пророкова;
- 1980 год — возглавляла работу музея Бориса Ивановича Пророкова.

Долгие годы Агриппина Александровна являлась членом музейного методического совета при Министерстве культуры РСФСР. Она сделала огромный вклад в развитие музеев и культурной жизни Ивановской области. Оказывала помощь в создании музеев в ИвГУ и ИГМИ. 
Также, при её участии были открыты:
- Музей-кабинет Михаила Васильевича Фрунзе;
- Дом-музей А. С. Бубнова;
- Музей первого Совета;
- Музей Дмитрия Андреевича Фурманова;
- Мытский краеведческий музей;
- Гаврилово-Посадский краеведческий музей;
- Вичугский краеведческий музей;
- Дом-музей Павла Дмитриевич Корина;
- Дом-музей Ивана Ивановича Голикова.

7 декабря 2009 года Агриппина Александровна Додонова умерла и была похоронена на кладбище в посёлке Лежнево.

### Книги
Агриппина Александровна является автором 3-х книг:
- Додонова А.А. Дмитрий Геннадьевич Бурылин Жизнь и деятельность извест. фабриканта , мецената и коллекционера / Богородский Евгений Александрович. — Иваново: Иваново, 1997. — 213 с. — ISBN 5-85229-060-2.

- Додонова А.А. Я хочу, чтобы люди больше думали не о личном, а об Отечестве нашем / Агриппина Додонова. — Иваново: Иваново, 2008. — 134 с. — ISBN 978-5-85229-282-7.

- Додонова А.А. Династия Трубниковых, архитекторов и художников / Агриппина Додонова. — Иваново: Иваново, 2009. — 31 с. — ISBN 978-5-85229-319-0.

### Памятный юбилей
25 июня 2016 года памятная дата для музея имени Дмитрия Геннадьевича Бурылина — 95 лет со дня рождения Агриппины Александровны Додоновой.

## Награды и звания
Агриппина Александровна награждена орденом Отечественной войны 2 степени, медалью «За боевые заслуги» и медалью «За трудовую доблесть».
22 мая 1996 года решением Ивановской городской Думы первого созыва N31, Додоновой Агриппине Александровне присвоено звание — Почетный гражданин города Иваново.